# Anatoli Tishchenko
Pour les articles homonymes, voir Tichtchenko.
Anatoli Tishchenko, né le 18 juillet 1970 à Belaya Kalitva, est un kayakiste russe pratiquant la course en ligne.

## Biographie
Il est le frère de la kayakiste Olga Tishchenko (en).

## Palmarès

### Jeux olympiques
- Médaille de bronze aux Jeux olympiques de 1996 à Atlanta en K-4 1000m[1].